# Carol Sykes
Carol Sykes, född 11 december 1941, är en brittisk bågskytt. Hon deltog vid olympiska sommarspelen 1972.